# Ivano Icardi
Ivano Icardi (Torino, 11 giugno 1975) è un chitarrista, compositore e produttore discografico italiano.

## Biografia
Nato nel 1975, inizia a suonare all'età di 5 anni, partecipando ben presto a diversi importanti concorsi nazionali per chitarristi.
Come produttore ha partecipato a diversi "Platinum Awards" album e collabora attivamente con case discografiche come: Warner e Universal.
Come compositore ha lavorato con le principali aziende televisive italiane e estere: RAI, Mediaset, La7, MTV, Sky, Magnolia, Walt Disney, 20 Century Fox, RSI.
Come songwriter/producer ha preso parte più volte alla trasmissione “Amici”, ha inoltre composto musiche per brand mondiali come: Etro, Coca-Cola, Nivea, Toyota, Lacoste e moltissimi altri.
Negli ultimi dieci anni ha lavorato a più di 3000 brani in veste di produttore, chitarrista, arrangiatore o compositore.
Nel 2010 decide di riprendere la sua carriera artistica come chitarrista solista, affiancandola a quella di produttore e compositore, iniziando  così a lavorare ad una serie di brani strumentali per chitarra che sfociano nella pubblicazione, nel 2013, dell'album “Walking with the Giants”, pubblicato dall’etichetta discografica internazionale di Steve Vai, Digital Nations.
Nel 2014 e 2015 pubblica diversi brani singoli e intraprende una serie di collaborazioni di livello mondiale con Gregg Bissonette, Bryan Beller, Fabrizio Grossi, John Giblin, Kenny Aronoff, Alessandro Alessandroni Jr.
Nel 2016 pubblica il suo secondo album solista “So Far Away”.
Nel 2019 viene invitato a partecipare, insieme ad Ariel Posen, Josh Smith e Jeff McErlain, all'importante kermesse musicale di 4 giornate “Umbria Blues Festival”. Da questo concerto prenderà vita l’album live: “Ivano Icardi - Live at Umbria Blues Festival” .
Con il suo trio si esibisce in Tour nazionali e vede la partecipazione insieme a lui sul palco di grandi musicisti del panorama italiano, come Lele Melotti, Lorenzo Poli, Elio Rivagli, Andrea Torresani e molti altri.
Il 12 ottobre 2023 segna il debutto dell'album "Unconventional" registrato con Riccardo Fioravanti al Contrabbasso e Elio Rivagli alla batteria, un lavoro che si distingue per una significativa evoluzione stilistica, ottenendo il plauso unanime della critica e venendo acclamato come “una pietra miliare nel panorama del contemporary jazz italiano”.
L'uscita dell'album è seguita dalla pubblicazione del libro "Unconventional – un viaggio nell’arte della chitarra moderna". Libro fortemente voluto dall'editore Volontè & Co che approfondisce e delinea in maniera esaustiva il percorso creativo dietro questa rivoluzionaria produzione musicale.
Dal 2019 è il proprietario dello “Skyline Studio”, un moderno studio di registrazione ubicato alle porte di Torino, riconosciuto dalla prestigiosa rivista americana "Music Tech" come una "fonte di ispirazione per acustica e design”. 
La sua intensa attività musicale è sempre stata parallela all'insegnamento: con oltre 30 anni di esperienza come docente, ha formato decine di studenti.

## Discografia solista
- Album: Walking With The Giants - 2013
- Singolo: Burning Wires (Feat. Gregg Bissonette & Bryan Beller) - 2014
- Singolo: Remember To Fly (Feat. Lele Melotti & Lorenzo Poli) - 2014
- Singolo: Equilibrist (Feat. Elio Rivagli & Fabrizio Grossi) - 2015
- Album: So Far Away - 2016
- Album: Ivano Icardi - Live at Umbria Blues Festival (Feat: Lele Melotti & Lorenzo Poli) - 2019
- Singolo: Alicante (Feat. John Giblin & Phil Mer) - 2020
- Singolo: Skyfall - 2020 (Riccardo Oliva & Giovanni CiIio)
- Album: Unconventional - 2023

## Tour solista
- Marzo 2016: Walking With The Giants - Tour
- Ottobre-Novembre 2017: So Far Away - Tour
- Novembre-Dicembre 2019: Fall Tour - Tour

## Festivals e Rassegne musicali
- Piacenza Jazz Festival - Festival (Piacenza 2017)
- Jonio Jazz Festival - Festival (Roccaforzata 2017)
- Soulfood Music Fest - Rassegna Musicale (Torino 2018)
- Musica in città - Rassegna Musicale (Lentini 2018)
- Piacenza Jazz Festival - Festival (Piacenza 2019)
- Umbria Blues Festival - Festival (Foligno 2019)